# Ted Lindsay

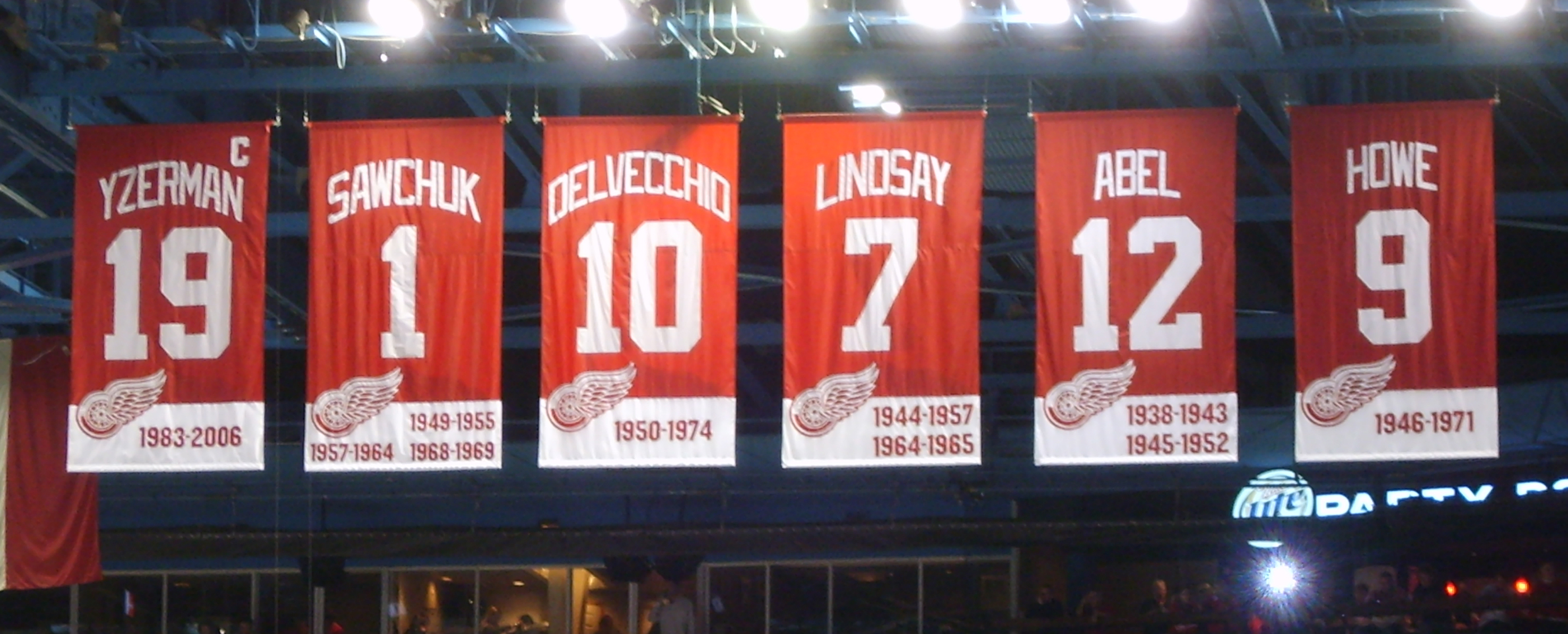
Ted Lindsays #7 i taket i Joe Louis Arena.

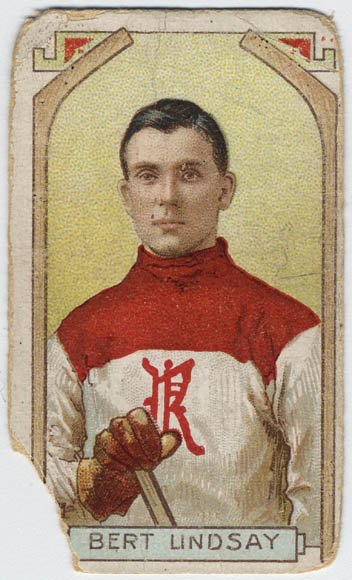
Ted Lindsays far Leslie Bertrand "Bert" Lindsay. Bert Lindsay var likt sonen ishockeyspelare och spelade som målvakt i NHL från 1917 till 1919 för Montreal Wanderers och Toronto Arenas.

Robert Blake Theodore "Ted" Lindsay, född 29 juli 1925 i Renfrew, Ontario, död 4 mars 2019 i Oakland, Michigan, var en kanadensisk professionell ishockeyspelare som spelade i NHL för Detroit Red Wings och Chicago Blackhawks från 1944 till 1965. Lindsay vann Stanley Cup fyra gånger med Detroit Red Wings; 1950, 1952, 1954 och 1955. Säsongen 1949–50 vann han dessutom Art Ross Trophy.
Lindsay valdes in i Hockey Hall of Fame 1966.
Det årliga spelarpriset Ted Lindsay Award, som tilldelas den spelare som blivit framröstad som säsongens bästa spelare av spelarna själva, är uppkallat efter Ted Lindsay.

## Junior
Ted Lindsay började sin bana som ishockeyspelare som amatör i Kirkland Lake, Ontario. Han spelade spelade senare juniorhockey för Toronto-laget St. Michael's Majors i Ontario Hockey Association Junior A League, som senare skulle omformas till OHL, säsongen 1943–44. Lindsay lånades också ut till Oshawa Generals med vilka han vann Memorial Cup 1944. Lindsays spel i OHA imponerade på NHL-laget Detroit Red Wings som gav honom chansen i NHL som 19-åring 1944.

## NHL
Sin första säsong i Red Wings, 1944–45, gjorde Lindsay 17 mål och 6 assists för 23 poäng på 45 matcher. Trots att Lindsay var en kortvuxen spelare i förhållande till de flesta andra spelarna i ligan skulle han snart få ett rykte om sig som något av en buse, vilket hans smeknamn "Terrible Ted" vittnar om. Andra säsongen i NHL, 1945–46, gjorde Lindsay endast 7 mål och 10 assists på 47 matcher, men han skulle snart visa vad han kunde då han 1947 fick chansen att spela i en kedja tillsammans med Sid Abel och Gordie Howe, en kedja som senare skulle komma att döpas till "Production Line".
Sin tredje säsong i NHL, 1946–47, slog Lindsay igenom på allvar då han gjorde 27 mål och 15 assists för 42 poäng på 59 matcher. Säsongen 1947–48 gjorde han 52 poäng på 60 matcher, och hans 33 mål från samma säsong skulle stå sig som ett personligt rekord.
"Production Line" skulle komma att dominera NHL:s poängliga under det tidiga 1950-talet. Säsongen 1949–50 vann Ted Lindsay Art Ross Trophy efter att ha gjort 23 mål och 55 assists för totalt 78 poäng på 69 matcher. Tvåa och trea i poängligan samma säsong kom Sid Abel och Gordie Howe med 69 respektive 68 poäng. De fyra efterföljande säsongerna vann Lindsays kedjekamrat Gordie Howe fyra raka Art Ross Trophy.
Säsongen 1949–50 skulle Lindsay också vinna sin första Stanley Cup med Red Wings efter att man slagit New York Rangers i finalen med 4-3 i matcher. Lindsay och Red Wings skulle vinna Stanley Cup tre gånger till under 50-talet. 1952 slog man Montreal Canadiens i finalen med 4-0 i matcher, 1954 besegrade man Canadiens med 4-3 i finalserien vilket man också gjorde 1955.
Lindsay fortsatte att vara en offensivt produktiv spelare för Red Wings och säsongen 1956–57 gjorde han 30 mål och 55 assists för personbästa 85 poäng. Inför säsongen 1957–58 byttes han dock bort till Chicago Black Hawks eftersom klubbledningen med Jack Adams i spetsen inte uppskattade hans idogna arbete med att forma en facklig spelarorganisation.
Lindsay spelade tre säsonger för Black Hawks och hjälpte dem att ta sig tillbaka till slutspelet sin andra säsong i laget, innan han lade av med hockeyn efter säsongen 1959–60. Han gjorde dock comeback fyra år senare i Detroit Red Wings, där hans gamla kedjekamrat Sid Abel fungerade som tränare och General Manager. Lindsay gjorde 14 mål och 14 assists på 69 matcher i grundserien säsongen 1964–65, och 3 mål på 7 slutspelsmatcher, innan han åter igen lade av med hockeyn som professionell spelare.
Totalt spelade Lindsay 1068 matcher i NHL och gjorde 379 mål och 472 assists för 851 poäng, tillsammans med 1808 utvisningsminuter. I slutspelet gjorde han sammanlagt 47 mål och 49 assists för 96 poäng på 133 matcher.

## General Manager och tränare
I mars 1977 utsågs Ted Lindsay till General Manager för Detroit Red Wings, vilket han var fram till och med april 1980. Lindsay fungerade också som tillfällig tränare för Red Wings säsongerna 1979–80 och 1980–81 då Red Wings hade svårt att konkurrera med de bästa lagen i ligan och missade slutspelet.

## NHLPA
Säsongen 1957–58 tog Ted Lindsay tillsammans med Montreal Canadiens back Doug Harvey det första initiativet till att forma den fackliga spelarorganisation NHLPA, National Hockey League Players Association. Syftet var bland annat att försäkra sig om bättre pensionsvillkor för spelarna. Klubbägarna satte dock tillfälliga käppar i hjulet för organisationen genom att antingen byta bort de inblandade spelarna till andra klubbar eller genom att skicka dem till andra mindre ligor. 1967 startade organisationen upp igen under ledning av Alan Eagleson.
29 april 2010 meddelade NHLPA att Lester B. Pearson Award, ett pris som delats ut sedan säsongen 1970–71 till den spelare som spelarna själva röstat fram till årets bästa spelare, skulle döpas om till Ted Lindsay Award för att hedra Lindsay som spelare och hans arbete med spelarorganisationen.

## Meriter
- Stanley Cup – 1950, 1952, 1954, 1955
- Art Ross Trophy – 1950
- NHL First All-Star Team – 1948, 1950, 1951, 1952, 1953, 1954, 1956, 1957
- NHL Second All-Star Team – 1949
- Memorial Cup – 1944
- Invald i Hockey Hall of Fame 1966
- Lindsays tröja #7 pensionerad av Detroit Red Wings, 10 november 1991
- Lagkapten i Detroit Red Wings från 1952 till 1956[6]

## Statistik

### Klubbkarriär
| 1943–44    | St. Michael's Majors | OHA-Jr.      | 22   | 22  | 7   | 29  | 24   | 12  | 13 | 6  | 19 | 16  |
| 1943–44    | Oshawa Generals      | Memorial Cup | –    | –   | –   | –   | –    | 7   | 7  | 2  | 9  | 6   |
| 1944–45    | Detroit Red Wings    | NHL          | 45   | 17  | 6   | 23  | 43   | 14  | 2  | 0  | 2  | 6   |
| 1945–46    | Detroit Red Wings    | NHL          | 47   | 7   | 10  | 17  | 14   | 5   | 0  | 1  | 1  | 0   |
| 1946–47    | Detroit Red Wings    | NHL          | 59   | 27  | 15  | 42  | 57   | 5   | 2  | 2  | 4  | 10  |
| 1947–48    | Detroit Red Wings    | NHL          | 60   | 33  | 19  | 52  | 95   | 10  | 3  | 1  | 4  | 6   |
| 1948–49    | Detroit Red Wings    | NHL          | 50   | 26  | 28  | 54  | 97   | 11  | 2  | 6  | 8  | 31  |
| 1949–50    | Detroit Red Wings    | NHL          | 69   | 23  | 55  | 78  | 141  | 13  | 4  | 4  | 8  | 16  |
| 1950–51    | Detroit Red Wings    | NHL          | 67   | 24  | 35  | 59  | 110  | 6   | 0  | 1  | 1  | 8   |
| 1951–52    | Detroit Red Wings    | NHL          | 70   | 30  | 39  | 69  | 123  | 8   | 5  | 2  | 7  | 8   |
| 1952–53    | Detroit Red Wings    | NHL          | 70   | 32  | 39  | 71  | 111  | 6   | 4  | 4  | 8  | 6   |
| 1953–54    | Detroit Red Wings    | NHL          | 70   | 26  | 36  | 62  | 110  | 12  | 4  | 4  | 8  | 14  |
| 1954–55    | Detroit Red Wings    | NHL          | 49   | 19  | 19  | 38  | 85   | 11  | 7  | 12 | 19 | 12  |
| 1955–56    | Detroit Red Wings    | NHL          | 67   | 27  | 23  | 50  | 161  | 10  | 6  | 3  | 9  | 22  |
| 1956–57    | Detroit Red Wings    | NHL          | 70   | 30  | 55  | 85  | 103  | 5   | 2  | 4  | 6  | 8   |
| 1957–58    | Chicago Black Hawks  | NHL          | 68   | 15  | 24  | 39  | 110  | —   | —  | —  | —  | —   |
| 1958–59    | Chicago Black Hawks  | NHL          | 70   | 22  | 36  | 58  | 184  | 6   | 2  | 4  | 6  | 13  |
| 1959–60    | Chicago Black Hawks  | NHL          | 68   | 7   | 19  | 26  | 91   | 4   | 1  | 1  | 2  | 0   |
| 1964–65    | Detroit Red Wings    | NHL          | 69   | 14  | 14  | 28  | 173  | 7   | 3  | 0  | 3  | 34  |
| NHL totalt | NHL totalt           | NHL totalt   | 1068 | 379 | 472 | 851 | 1808 | 133 | 47 | 49 | 96 | 194 |